# Marie Anne de Saxa-Altenburg
Prințesa Marie Anne de Saxa-Altenburg (14 martie 1864 – 3 mai 1918) a fost soția Prințului Georg de Schaumburg-Lippe. Ca fiică cea mare a Prințului Moritz de Saxa-Altenburg și a Prințesei Augusta de Saxa-Meiningen a fost membră a casei ducale de Saxa-Altenburg. A fost sora lui Ernest al II-lea, Duce de Saxa-Altenburg.

## Biografie

### Căsătorie și copii
La 16 aprilie 1882 la Altenburg, Marie Anne s-a căsătorit cu Georg, Prinț de Schaumburg-Lippe, care era cu aproape 18 ani mai mare decât ea. Soțul ei a fost fiul cel mare al Prințului Adolf I de Schaumburg-Lippe și succedase ca Prinț de Schaumburg-Lippe în 1893. Cuplul a avut nouă copii:
- Prințul Adolf al II-lea (1883–1936)
- Prințul Moritz Georg (1884–1920)
- Prințul Peter (1886-1886)
- Prințul Wolrad (1887–1962)
- Prințul Stephan (1891–1965)
- Prințul Heinrich (1894–1952)
- Prințesa Margaretha (1896–1897)
- Prințul Friedrich Christian (1906–1983)
- Prințesa Elisabeta (1908–1933)

Cu ocazii celebrării nunții de argint în 1907, împăratul Wilhelm al II-lea le-a făcut cadou lui Georg și Marie Anne reședința ancestrală a familiei, castelul Schaumburg. Castelul a fost controlat de Hohenzollern încă de când bunicul lui Georg s-a situat d epartea austriecilor în 1866 în războiul austro-prusac. Cadoul a fost de asemenea menit să fie o recunoaștere a susținerii lui Georg în disputa asupra succesiunii la tronul Lippe-Detmold.
Prințul Georg a murit la 29 aprilie 1911. Prințesa Marie Anne a murit șapte ani mai târziu, la 3 mai 1918, la vârsta de 54 de ani.